# Pipino II di Aquitania
Pipino, detto Pipino il Giovane (823 – Senlis, dopo l'864), fu re dei Franchi di Aquitania dall'838 all'852 e per pochi mesi, nell'854.

## Origine
Figlio primogenito del re di Aquitania Pipino I (quindi nipote dell'imperatore Ludovico il Pio) e della moglie (secondo il Miraculis Sancti Genulfi), Ringarda (o Ingeltrude), che nella Vita Hludovici imperatoris, viene indicata come la figlia del conte Teodoberto di Madrie.

## Biografia
Nell'838, alla morte del padre, Pipino I, secondo lo storico esperto di genealogie, Christian Settipani, l'imperatore, Ludovico il Pio, avocò a sé il regno d'Aquitania per assegnarlo al suo quarto figlio (avuto dalla seconda moglie Giuditta di Baviera), Carlo il Calvo, che era già stato re nominale di Aquitania dall'832 all'834, durante la ribellione di Pipino I.
Ma i nobili di Aquitania, che volevano mantenere l'indipendenza dall'impero, proclamarono re il figlio di Pipino I, Pipino II che dal Nitardo viene citato come figlio maggiore di Pipino I. Secondo il monaco e storico, Ademaro di Chabannes, il conte di Poitiers, Emenone, che aveva approvato l'elezione a re d'Aquitania di Pipino II, opponendosi così al volere dell'imperatore, fu scacciato dalla contea da Ludovico il Pio, dopo aver invaso il Poitou.
Nell'839, alla dieta di Worms, l'imperatore Ludovico diseredò Pipino II (che non venne più menzionato anche nelle due successive spartizioni dell'impero) e chiese agli Aquitani di inviarlo ad Aquisgrana, presso la corte imperiale, ad imparare l'arte del buon governo; gli Aquitani rifiutarono, così Pipino mantenne il controllo dell'Aquitania, mentre Carlo continuò ad essere solo il re nominale. Comunque Ludovico il Germanico, che non aveva accettato le decisioni paterne, aveva invaso la Sassonia e la Turingia e secondo la Vita Hludowici Imperatoris, l'imperatore reagì e, con uno schieramento di conti e vescovi, marciò contro Ludovico II detto il Germanico che venne ricacciato in Baviera.
Poco dopo, secondo gli Annales Fuldenses, l'imperatore, Ludovico il Pio, si ammalò ed il 20 giugno 840, morì su un'isola del fiume Reno.
Dato che i suoi tre zii non riuscivano a trovare un accordo per la spartizione dell'impero, e si preparavano alla guerra, nell'841, Ludovico II il Germanico e Carlo il Calvo si allearono contro l'imperatore Lotario I; il diseredato, Pipino II si schierò con l'imperatore contro gli altri due zii. Lo scontro avvenne a Fontaney, nelle vicinanze di Auxerre, dove le truppe di Ludovico II ebbero la meglio sull'esercito imperiale, e nonostante che i Guasconi di Pipino avessero battuto il contingente di Carlo il Calvo, Pipino dovette ritirarsi in Aquitania e continuare la lotta contro lo zio Carlo il Calvo, che attaccò l'Aquitania e depose il conte di Tolosa, Bernardo di Settimania, che passò dalla parte di Pipino II.
Però dopo la pace che gli zii impostarono su un'isola della Saona, vicina a Mâcon e che conclusero con il trattato di Verdun (843), che assegnava l'Aquitania, Tolosa e la Settimania al re dei Franchi Occidentali, Carlo il Calvo, quest'ultimo attaccò (844) la contea di Tolosa e fu posto l'assedio alla città di Tolosa, durante il quale Bernardo di Settimania fu catturato. Nello stesso anno Pipino II si era alleato con i Normanni, che, guidati da Jarl Oscar, ebbero modo di perlustrare l'Aquitania sino alla Garonna e arrivarono a Tolosa, la saccheggiarono ma non riuscirono a liberare Bernardo (colui che per due anni (829-830) era stato il protettore di Carlo, quando era giovane) che Carlo il Calvo condannò alla decapitazione, per sospetto tradimento e fu quindi giustiziato per ordine di Carlo il Calvo.
Secondo gli Annales Xantenses, Pipino II, al comando delle truppe aquitane con Guglielmo di Settimania, il figlio di Bernardo, dopo che quest'ultimo era stato decapitato, sconfisse Carlo il Calvo, il 14 giugno 844, sulle rive del fiume Agout, un affluente del Tarn.
Inoltre Pipino II, alleatosi al duca dei Bretoni, Nominoë, che si era ribellato a Carlo il Calvo, riuscì a respingere le truppe franche.
Dopo un incontro dei tre re, i suoi tre zii, Carlo il Calvo, re dei Franchi occidentali, Ludovico il Germanico, re dei Franchi orientali e l'imperatore, Lotario I, re di Lotaringia, questi ultimi gli imposero, tramite una lettera, di riconoscersi vassallo di Carlo, riconoscendo a Pipino II il titolo di re della piccola Aquitania (senza il Poitou, l'Angoumois e la Saintonge). Carlo il Calvo, nell'845, a Saint-Benoît-sur-Loire, lo riconobbe governatore di tutta l'Aquitania.
In quello stesso anno, l'845, Pipino II convinse il conte di Bordeaux Simone II (Seguin o Semen) a cambiare di campo, nominandolo duca di Guascogna, in contrapposizione al conte della Guascogna Citeriore Sancho II, fedele a Carlo. Simone, secondo il Chronicon Santi Maxentii Pictavinis, si oppose ai Normanni che spadroneggiavano per tutta l'Aquitania e davano l'assalto a Bordeaux; Semen (Siguinus comes Burdagalensis et Sanctonicensis) venne catturato e messo a morte, nell'846, dai Normanni quando assaltarono e diedero alle fiamme Saintes. La notizia della morte di Seguin o Semen è confermata anche dal monaco e storico francese, Ademaro di Chabannes, facendola cadere però l'anno prima (845).
Nell'847 Bordeaux venne riconquistata dalle truppe di Pipino II e fu affidata al re (o duca) danese Oscar; la consegna della più grande città dell'Aquitania nelle mani di un pirata avventuriero gli alienò le simpatie degli Aquitani che lo appoggiavano e nel giro di un anno tutta la nobiltà lo abbandonò.
Infatti nell'848 i nobili Aquitani appoggiarono l'elezione di Carlo il Calvo a re di Francia e di Aquitania, che fu incoronato re di Francia ed Aquitania, ad Orléans il 6 giugno 848. Allora il fratello di Pipino II, Carlo (825-863), avendo avuto notizia della deposizione di Pipino, chiese di essere investito del regno di Aquitania (lasciata la corte dello zio, Lotario I, Carlo partì con una banda di seguaci alla conquista del Regno di Aquitania, ma, nel marzo 849, fu catturato dal conte di Tours).
Pipino con i suoi alleati Normanni, in quello stesso tempo, era riuscito a rientrare in Bordeaux, dopo che era stata conquistata ancora una volta da una banda di Normanni, che non erano suoi alleati, ed a liberare il conte di Tolosa Guglielmo di Settimania, che era loro prigioniero.
Pipino e Guglielmo, allora, si recarono in Settimania per farla sollevare contro Carlo il Calvo. Nell'849 Carlo il Calvo ritornò in Aquitania ed approfittando dell'assenza del conte Guglielmo di Settimania, Fredelone di Rouergue aprì le porte di Tolosa a Carlo, che lo premiò confermandolo nel titolo di conte di Tolosa; e mentre Pipino portava la guerra in Settimania, secondo gli Annales Bertiniani, Guglielmo entrò in Barcellona, senza difficoltà, probabilmente per la morte del conte Sunifredo. Guglielmo fece valere i suoi diritti (di conquista) su Barcellona. Secondo il Fragmentum Chronici Fontanellensium, Guglielmo conquistò Barcellona, con l'inganno, nell'849, dopo aver sconfitto e cacciato Alerano, a cui era stata affidata la ben munita città di Barcellona e la marca di Spagna.
Ma dopo la sconfitta e l'esecuzione di Guglielmo a Barcellona, Pipino II, tra l'851 e l'852 venne fatto prigioniero da Sancho II di Guascogna, che lo consegnò a Carlo il Calvo che lo premiò trasformando il suo titolo da conte di Guascogna Citeriore a duca di Guascogna, mentre Pipino II fu costretto a farsi monaco e, nell'852, fu rinchiuso nel monastero di san Medardo a Soissons.
Nell'854 Ludovico III il Giovane, figlio di Ludovico II il Germanico, attaccò Carlo il Calvo ed arrivò sino a Limoges, mentre i Normanni si erano stabiliti nella Valle della Loira devastando Poitiers, Angoulême, Périgueux, Limoges, Clermont e Bourges. Pipino II ne approfittò per lasciare il monastero in cui era stato rinchiuso e raccogliere intorno a sé molti nobili che, alla notizia della sua fuga, avevano abbandonato Ludovico il Giovane, che dovette rientrare in Baviera. Pipino II attaccò ancora una volta Carlo, riuscendo a tenerlo impegnato e per pochi mesi ebbe il controllo dell'Aquitania.
In quello stesso anno Carlo il Calvo recuperò diversi territori e fece incoronare re d'Aquitania, a Limoges, suo figlio, Carlo III il Bambino; in pratica l'Aquitania era governata da due re, quello ufficiale, nel nord e Pipino II, nel sud.
Pipino, nell'859, secondo gli Annales Bertiniani, alleandosi con Roberto il Forte e Salomone di Bretagna tentò ancora una volta di combattere lo zio Carlo, ma con scarso successo.
Nell'864, infine tentò un attacco contro la città di Tolosa, concordato coi Normanni. Fu catturato e condannato a morte. Ma secondo lo storico esperto di genealogie, Christian Settipani, la pena fu commutata e fu imprigionato a Senlis, dove morì.

## Discendenza
Di Pipino II non si conosce il nome della moglie (citata da Incmaro di Reims, quando descrive il processo a Pipino II, accusandolo di incesto, perché non aveva rispettato le norme canoniche per il grado di parentela tra coniugi), né alcuna discendenza.

## Ascendenza
|                        |   |                     | Genitori           |  |  | Nonni |  |  | Bisnonni    |  |  | Trisnonni       |  |
|                        |   |                     |                    |  |  |       |  |  | Carlo Magno |  |  | Pipino il Breve |  |
|                        |   |                     |                    |  |  |       |  |  | Carlo Magno |  |  | Pipino il Breve |  |
|                        |   | Bertrada di Laon    |                    |  |  |       |  |  | Carlo Magno |  |  |                 |  |
| Ludovico il Pio        |   |                     |                    |  |  |       |  |  | Carlo Magno |  |  |                 |  |
|                        |   | Ildegarda           | Geroldo di Vinzgau |  |  |       |  |  |             |  |  |                 |  |
|                        |   | Ildegarda           | Geroldo di Vinzgau |  |  |       |  |  |             |  |  |                 |  |
|                        |   | Ildegarda           | Emma d'Alemannia   |  |  |       |  |  |             |  |  |                 |  |
| Pipino I di Aquitania  |   | Ildegarda           |                    |  |  |       |  |  |             |  |  |                 |  |
|                        |   | Ingerman di Hesbaye | Sigram             |  |  |       |  |  |             |  |  |                 |  |
|                        |   | Ingerman di Hesbaye | Sigram             |  |  |       |  |  |             |  |  |                 |  |
|                        |   | Ingerman di Hesbaye | …                  |  |  |       |  |  |             |  |  |                 |  |
| Ermengarda di Hesbaye  |   | Ingerman di Hesbaye |                    |  |  |       |  |  |             |  |  |                 |  |
|                        |   | Edvige di Baviera   | …                  |  |  |       |  |  |             |  |  |                 |  |
|                        |   | Edvige di Baviera   | …                  |  |  |       |  |  |             |  |  |                 |  |
|                        |   | Edvige di Baviera   | …                  |  |  |       |  |  |             |  |  |                 |  |
| Pipino II di Aquitania |   | Edvige di Baviera   |                    |  |  |       |  |  |             |  |  |                 |  |
|                        | … | …                   |                    |  |  |       |  |  |             |  |  |                 |  |
|                        | … | …                   |                    |  |  |       |  |  |             |  |  |                 |  |
|                        | … | …                   |                    |  |  |       |  |  |             |  |  |                 |  |
| Teodoberto di Madrie   | … |                     |                    |  |  |       |  |  |             |  |  |                 |  |
|                        |   | …                   | …                  |  |  |       |  |  |             |  |  |                 |  |
|                        |   | …                   | …                  |  |  |       |  |  |             |  |  |                 |  |
|                        |   | …                   | …                  |  |  |       |  |  |             |  |  |                 |  |
| Ringarda o Ingeltrude  |   | …                   |                    |  |  |       |  |  |             |  |  |                 |  |
|                        |   | …                   | …                  |  |  |       |  |  |             |  |  |                 |  |
|                        |   | …                   | …                  |  |  |       |  |  |             |  |  |                 |  |
|                        |   | …                   | …                  |  |  |       |  |  |             |  |  |                 |  |
| …                      |   | …                   |                    |  |  |       |  |  |             |  |  |                 |  |
|                        |   | …                   | …                  |  |  |       |  |  |             |  |  |                 |  |
|                        |   | …                   | …                  |  |  |       |  |  |             |  |  |                 |  |
|                        |   | …                   | …                  |  |  |       |  |  |             |  |  |                 |  |
|                        |   | …                   |                    |  |  |       |  |  |             |  |  |                 |  |

### Fonti primarie
- (LA)  Monumenta Germanica Historica, tomus primus.
- (LA)  Monumenta Germanica Historica, tomus secundus.
- (LA)  Annales Bertiniani.
- (LA)  Nithardus, Historiae.
- (LA)  Chronicon Sancti Maxentii Pictavensis.

### Letteratura storiografica
- René Poupardin, Ludovico il Pio, cap. XVIII, vol. II (L'espansione islamica e la nascita dell'Europa feudale) della Storia del Mondo Medievale, pp. 558–582.
- René Poupardin, I regni carolingi (840-918), cap. XIX, vol. II (L'espansione islamica e la nascita dell'Europa feudale) della Storia del Mondo Medievale, pp. 582–634.